# Fodé Doucouré
Pour les articles homonymes, voir Doucouré.
Fodé Doucouré, né le 3 février 2001 à Bamako au Mali, est un footballeur malien qui évolue au poste d'arrière droit au Havre AC.

## Biographie

### En club
Né à Bamako au Mali, Fodé Doucouré est formé par le club local de Académie JMG avant de rejoindre le Stade de Reims en juillet 2019, où il est directement comparé à Hamari Traoré, ancien de la formation rémoise et modèle de Doucouré.
Doucouré fait sa première apparition en professionnel le 25 octobre 2020, lors d'un match de championnat face au Montpellier HSC. Il entre en jeu à la place de Thibault De Smet et son équipe l'emporte largement sur le score de quatre buts à zéro. Il connait sa première titularisation lors de la journée suivante, le 1er novembre 2020 contre le RC Strasbourg (2-1 pour Reims score final). Sa prestation est alors saluée par son entraîneur, David Guion.
Le 10 janvier 2022, Fodé Doucouré est prêté jusqu'à la fin de la saison au Red Star FC afin que le jeune malien ait du temps de jeu alors que la concurrence vient de se renforcer à son poste avec l'arrivée de Maxime Busi.
Le 25 juillet 2022, Doucouré rejoint définitivement le Red Star. Le défenseur malien signe un contrat courant jusqu'en juin 2025. Il est champion de National avec cette équipe en 2024. 
Le 22 juillet 2025, Le Havre AC annonce sa signature pour deux saisons.

## Palmarès

### En club
| Red Star FC (1) - National (1) : - Champion : 2024 |